# Cserljani repülőtér
A Cserljani repülőtér (ukránul: аеродром Черляни), korábban cserljani légibázis (Авіабаза Черляни) vagy horodoki légibázis (Авіабаза Городок) magánrepülőtér (nem nyilvános repülőtér) Ukrajna Lvivi területén. Horodoktól 5 km-re délre, Lvivtől 26 km-re délnyugatra, Cserljani falu mellett helyezkedik el. Az 1990-es évek elejéig katonai repülőtér volt. Az egykori betonozott futópályának csak egy része van használatban, mellette egy ugyanolyan hosszú füves futópálya is rendelkezésre áll. Ismert még Jahellon (Jagelló) repülőtérként is II. Ulászló lengyel király után elnevezve, aki sok időt töltött a mai repülőtér közelében található egykori horodoki birtokán. ICAO-kódja UKMC.

## Története
A repülőteret a második világháború alatt a német Luftwaffe kezdte el használni. 1941-ben már építés alatt állt mint füves repülőtér és Grodek Jagiellonski (Jagellóváros) néven volt ismert. A vadászgépek számára minősített repülőtérként szerepelt a német nyilvántartásokban. 1944. május 2-től 1944. június 13-ig a Luftwaffe 63. összekötő százada állomásozott a repülőtéren Ar 66, Ar 96, C.445, Fi 156, Fw 58, Go 145, He 111, Ju 52, Kl 35 repülőgépekkel, de időszakosan más egységek is használták a repülőteret. 1944 nyarán betonozott futópálya építését kezdték el.
1945 júliusától 1949 júniusáig a Szovjet Légierő La–5, majd később MiG–9 vadászrepülőgépekkel rendelkező rosztovi 3. légvédelmi vadászrepülő gárdaezrede állomásozott a repülőtéren.
1953-ban katonai helyőrséget telepítettek Cserljani falu mellé, később pedig betonozott futópályát építettek. Az 1970-es években és az 1980-as évek elején a Szovjet Légierő Szu–24-es vadászbombázó repülőgépekkel felszerelt ezrede állomásozott a repülőtéren.
A légibázis történetéből két baleset ismert. 1978. január 20-n egy Szu–24-es leszálláskor a fékezés hiánya miatt túlfutott a futópályán, majd a puha talajon felborult. A személyzet nem sérült meg, de a repülőgépet selejtezni kellett. 1980. december 10-n egy hasonló baleset történt, egy Szu–24-es túlfutott a futópályán és felborult.
A Szovjetunió megszűnésekor a 230. bombázó repülőezred állomásozott a repülőtéren 30 db Szu–24M vadászbombázó repülőgéppel. Ezt a repülőezredet 1992-ben feloszlatták. 1993-ban a cserljani légibázisre telepítették át a 69. bombázórepülő ezredet 30 db Szu–24M repülőgéppel az ovrucsi légibázisról, majd ezt az ezredet 2000-ben felszámolták, a repülő eszközeinek egy részét a lucki repülőtéren települt 806. bombázórepülő ezred kapta meg, a repülőgépek másik részét a Bila Cerkva-i légibázisra szállították tárolásra, ahol napjainkban is találhatók.
A repülőtéren állomásozó repülő alakulat feloszlatása után a repülőteret a 2000-es évek elején az ukrán védelmi minisztérium átadta a Horodoki Városi Tanácsnak. A helyőrség épületei a horodoki tanács tulajdonába kerültek, a földterület azonban Uhri faluhoz tartozik.
A repülőtér egy részét, egy 160 hektáros területet a 2010-es évek közepén Ihor Kolomojszkij bérelte, majd ezen a területen létrejött egy magánrepülőtér, a Jagelló repülőtér. A területen több hangárt építettek a sportrepülőgépeknek.

## Jellemzői
A 2010-es évek közepén létrejött magánrepülőtér 160 hektáron terül el (az egykori légibázis területe kb. 500 hektár). A repülőtér két futópályával rendelkezik. Az egyik az egykori légibázis betonozott futópályájának egy 1200 m-es részem. A másik futópálya a betonozott futóval párhuzamosan elhelyezkedő, szintén 1200 m-es füves pálya.  A repülőtér legfeljebb 5700 kg tömegű repülőgépek kiszolgálására alkalmas. A repülőtér területén 5 hangár található. A repülőteret magángépek használják. A sportrepülés mellett az ejtőernyős sport is jelen van (Jagellon Skydive Centre). A repülőtéren az Aviator UTC pilótaiskola is működik. A repülőteret a 2007-ben alakult Perspektiva Pljusz cég üzemelteti.